# Лінн Томас
Лінн Томас (англ. Lynne Thomas) — американська бібліотекарка, подкастерка та редакторка. П'ятиразова володарка науково-фантастичної премії Г'юго.

## Біографія
Народилася в 1974 році. Закінчила Іллінойський університет. Живе в штаті Іллінойс з чоловіком Майклом Даміаном Томасом. Має дочку Кейтлін з синдромом Екарді.

### Робота
З 2004 по 2017 Лінн Томас працювала завідувачкою відділення рідкісних книг та спеціалізованої літератури у бібліотеці Університету Північного Іллінойсу. У 2017 році очолила Бібліотеку рідкісних книг та рукописів при Іллінойському університеті.
У 2011—2013 роках Лінн Томас є головною редакторкою журналу «Apex Magazine», щомісячника, що спеціалізується на науковій фантастиці, фентезі та жахах. Вона також стає частиною фандому франшизи Доктора Хто. Томас стає співавторкою антології «Chicks Dig Time Lords», яка завойовує нагороду «Г'юго». Іншою книгою, яка була номінована на премію Г'юго, була «Chicks Dig Comics».
Лінн Томас отримала другу та третю нагороду за «Hugo Award» за участь у подкасті SF Squeecast з Елізабет Бір, Полом Корнеллом, Шенон Макгвайр, Кетрінн Валенте та Девідом Макхоне-Чейзом. Була номінована на премію «Hugo» за найкращий подкаст «Verity!».

## Нагороди
- 2011 рік, Премія «Г'юго» за найкращу книгу про фантастику: Chicks Dig Time Lords (з Тарою О'Ші, Mad Norwegian Press, 2010).
- 2012 рік, Премія «Г'юго» найкращому аматорському подкасту: SF Squeecast
- 2013 рік, Премія «Г'юго» найкращому аматорському подкасту: SF Squeecast
- 2013 рік, Carl T. Hartmann Luck and Pluck Award, Horatio Alger Society
- 2015 рік, премія Американського товариства архівістів: From Theory to Actions: Good Enough Digital Preservation for Under-Resourced Cultural Heritage Institutions.[10]
- 2016 рік, Премія «Г'юго» найкращому напівпрофесійному журналу: Uncanny Magazine (разом з Майклом Демьяном Томасом, Мічі Тротом, Ерікою Ензайн та Свеном Шапанскі).
- 2016 рік, премія Парсек за найкращий науково-фантастичний аматорський подкаст: Verity Podcast.
- 2016 рік, премія Парсек за найкращий фантастичний журнал: The Uncanny Magazine Podcast[11]
- 2017 рік, Премія «Г'юго» найкращому напівпрофесійному журналу: Uncanny Magazine.[12]